# Mite Nunatak
Der Mite Nunatak (von englisch mite ‚Milbe‘) ist ein 710 m hoher Nunatak im ostantarktischen Viktorialand. In den Prince Albert Mountains ragt er an der Südflanke des Larsen-Gletschers auf.
Die Südgruppe einer von 1962 bis 1963 dauernden Kampagne im Rahmen der New Zealand Geological Survey Antarctic Expedition benannte ihn nach den hier gefundenen Milben.